# Hongjia Meihuaquan
Hongjia Meihuaquan (洪家梅花拳, il pugilato del fiore di prugno della famiglia Hong) è una forma dello stile Hongjiaquan. Più conosciuto come Mui Fa Kuen, nella sua pronuncia cantonese. Il nome completo è Shizi Meihuaquan (十字梅花拳, pugilato del fiore di prugno a croce, in cantonese Sap Ji Mui Fa Kuen). È un Taolu di base che si sviluppa in quattro direzioni, seguendo uno schema di passi che è legato ai 5 punti dello schema più comune di Meihuazhuang (pali del fiore di prugno). Essa allena le tecniche e le posizioni di base dello stile. Secondo il libro “Hung Gar Moi Fah” di Luigi Guidotti, questa forma sarebbe il frutto dell'unificazione di una serie di esercizi di base creati da Hong Xiguan, il fondatore dell'Hongjiaquan. Secondo alcuni questa forma venne introdotta nell'Hongjiaquan da Lin Shirong (林世榮, Lam Sai Wing), secondo altri essa venne codificata da un gruppo di maestri di Hongjiaquan, durante una riunione che si sarebbe tenuta nel 1950. 
Altre fonti parlano di Huaquan (花拳) ed identificano questo Taolu con il Meihuaquan. Questa forma sarebbe stata tramandata nel Sud della Cina da Hu Huichan (胡惠乾), che era un discepolo laico di Shaolin ed era praticata eccellentemente da Lu Yacai (陸亞采, Luk Ah Choi) e Huang Qiying (黃麒英, Wong Kay Ying), famosi maestri di Hongjiaquan.

### Video
- Zanetti Mui Fa Kuen (WMV), su longzhao.net. URL consultato il 20 marzo 2008 (archiviato dall'url originale l'11 ottobre 2007).